# Alexander Macco
Alexander Macco (* 29. März 1767 in Creglingen; † 24. Juli 1849 in Bamberg) war ein deutscher Historien- und Porträtmaler.

## Leben und Wirken

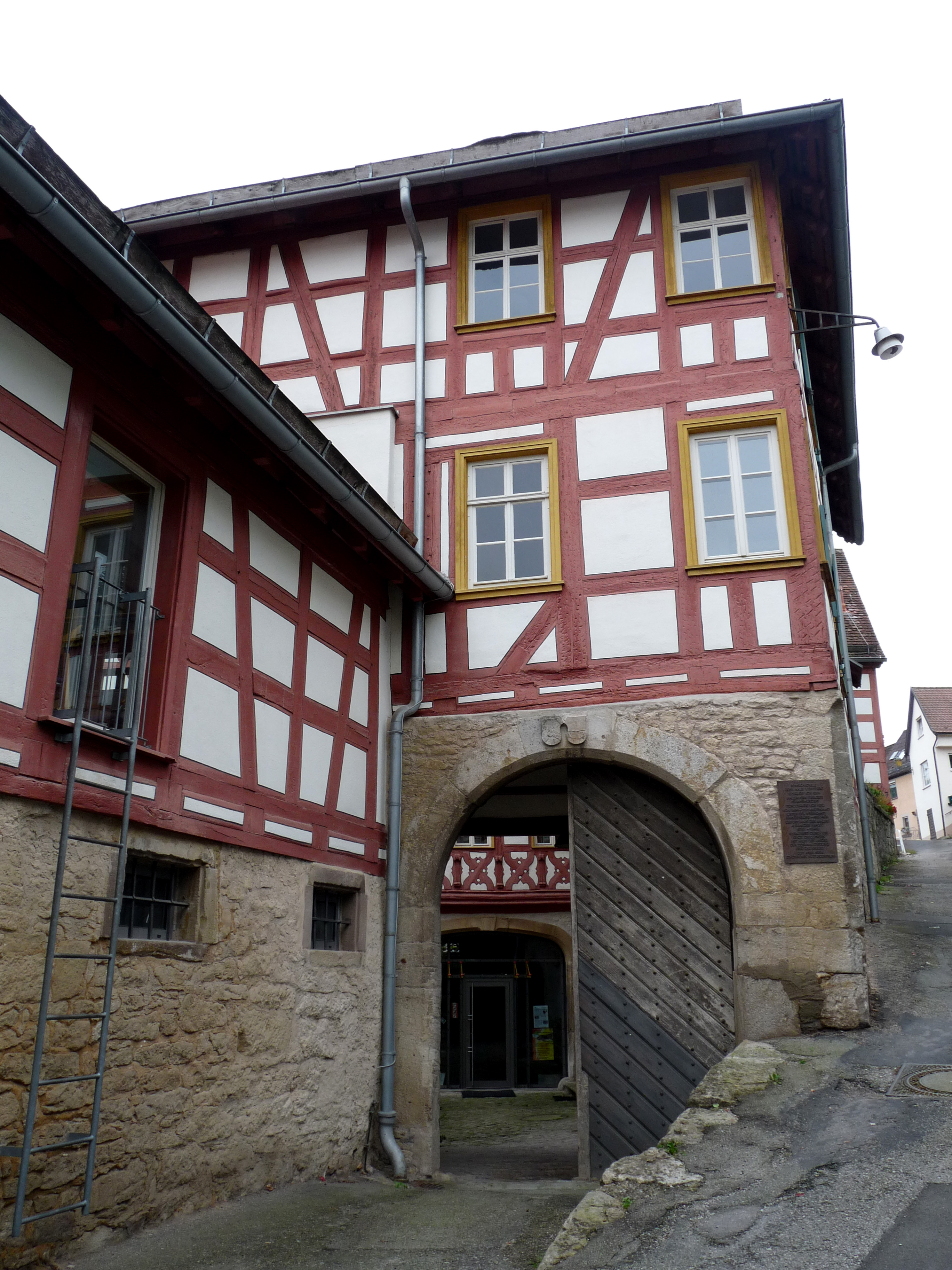
Geburtshaus Maccos in Creglingen

Der Sohn des preußischen Kammerrates Johann Friedrich Macco (1730–1816) sollte nach seiner Schulausbildung, die er durch Hauslehrer und den Stadtpfarrer erhalten hatte, im Jahr 1781 zunächst als Kadett in der Ingenieurschule in Mannheim eine technische Ausbildung beginnen, wechselte aber bereits nach sieben Tagen mit Genehmigung seines Vaters in die dortige „Académie de peinture“ über, wo er bei Peter Anton von Verschaffelt in die Kunst der Malerei eingeführt wurde. Im dritten Ausbildungsjahr wurde er bereits mit einer goldenen Medaille geehrt, wodurch der Markgraf Karl Alexander von Ansbach-Bayreuth auf ihm aufmerksam wurde und ihn mit einer jährlichen Rente für seine weiteren Studiengänge unterstützte.
Dank dieses Stipendiums war es Macco möglich im Jahr 1784 nach Rom zu ziehen, wo er im Vatikan die Kunst des Malers Raffael studierte. Hier entstand auch sein erstes größeres Hauptwerk „Adonis und Venus“, welches von dem in Rom weilenden Schriftsteller Karl Philipp Moritz eine ausgezeichnete Rezension erhielt. Auch der Markgraf Karl Alexander war begeistert, erwarb dieses Bild für seinen Minister Ernst von Gemmingen-Hornberg und verdoppelte die jährliche Rente für Macco. Der zu jener Zeit amtierende Gouverneur von Ansbach-Bayreuth, Karl August von Hardenberg, wollte Macco als Professor für die Akademie der Künste zu Berlin empfehlen, doch die Wirren um die sich auch nach Deutschland auswirkende Französische Revolution verhinderte einen solchen Wechsel.
Erst 1798 kehrte Macco auf Vermittlung von Johann Wolfgang von Goethe, den er in Italien kennengelernt hatte, nach Deutschland zurück und erhielt nach einer kurzen Tätigkeit in Weimar eine Berufung der Königin Luise von Mecklenburg-Strelitz an den preußischen Hof in Berlin. Hier entstanden mehrere Porträts der Königin, wobei das im Jahre 1800 gemalte „Kniebild“ auf Grund seiner Lebensnähe besondere Berühmtheit erlangte und später von seinem Urgroßneffen Hermann Friedrich Macco ausführlich beschrieben wurde. Es war am Hofe bekannt, dass die Königin ihm häufig und ausdauernd Modell gesessen hatte und dabei Macco in liebenswürdigster Weise wie ihresgleichen behandelte. Immer wenn sie auf Grund dringender Staatsgeschäfte einen Termin ausfallen lassen musste, entschuldigte sie sich bei ihm, nicht ohne ihm ersatzweise einen anderen passenden Termin anzubieten. In Berlin war er Mitglied der Freimaurerloge „Friedrich Wilhelm zur gekrönten Gerechtigkeit“.
Obwohl ihm König Friedrich Wilhelm III. sowohl eine jährliche Pension als auch eine Professur versprochen hatte, hielt es Macco nicht lange in Berlin und es folgten Aufenthalte in mehreren Städten Deutschlands, Frankreichs und schließlich in Österreich, wo er von 1801 bis 1817 für längere Zeit in Wien sesshaft wurde. Hier entstanden mehrere Porträts des Erzherzogs Karl von Österreich-Teschen sowie weitere Aufträge von verschiedenen Grafen und Fürsten. In Wien machte er darüber hinaus Bekanntschaft mit Ludwig van Beethoven, der ihn darum bat, Illustrationen zu seinen Kompositionen zu entwerfen.
Ab 1817 folgte wieder eine Zeit der Rundreisen, die ihn 1818 auch nach Aachen führten, wo er auf dem Aachener Kongress unter anderem ein Porträt des preußischen Kriegsministers Hermann von Boyen erstellte. Nach mehreren Zwischenstationen hielt sich Macco ab 1825 auf dem Landsitz Putney Hill seines seit den Wiener Tagen bekannten Freundes Ernst Friedrich Herbert zu Münster auf, wo er unter anderem zwei lebensgroße Porträts von König Georg IV. und eines von Augustus Frederick, Duke of Sussex schuf. Doch schon zwei Jahre später kehrte Macco wieder nach Deutschland zurück, wo er durch Vermittlung des ihm seit Rom sehr verbundenen Goethes, dem er ein Jahr zuvor sein Bild der „Charonsage“ gewidmet hatte, wieder in Weimar Aufnahme fand und in den besten Gelehrtenkreisen verkehrte. Seine Rastlosigkeit führte ihn aber bald weiter und erst Ende der 30er Jahre ließ er sich endgültig in Bamberg nieder, wo er schließlich 1849 im Alter von 82 Jahren einsam und fast vergessen verstarb.
Alexander Macco war offensichtlich nie verheiratet, aber seine künstlerischen Tätigkeiten wurden später von seinem Urgroßneffen Georg Macco fortgesetzt.

## Werke (Auswahl)

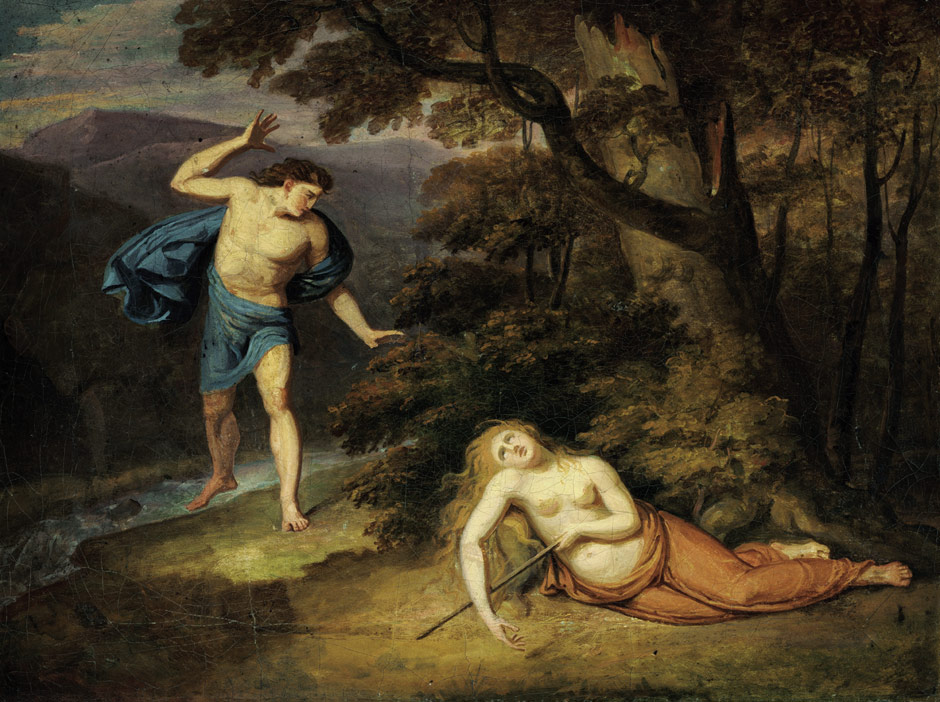
Cephalus und Procris, 1793

- Adonis und Venus, Historienbild, vor 1790
- Cephalus und Procris, Historienbild, ca. 1793
- Friederike von Mecklenburg-Strelitz, Porträt, 1798
- Kniebild Königin Luise, Porträt, 1800
- Hermann von Boyen, Porträt, 1818
- Charonsage, Historienbild, 1824
- Georg IV. Porträt, 1825
- Augustus Frederick, Duke of Sussex, Porträt, 1825